# Cornisepta festiva
Cornisepta festiva is een slakkensoort uit de familie van de Fissurellidae. De wetenschappelijke naam van de soort is voor het eerst geldig gepubliceerd in 1966 door Crozier.